# Johannes VIII (motpåve)
Johannes, emellanåt benämnd Johannes VIII, var motpåve den 25 januari 844.
Vid påven Gregorius IV:s död den 25 januari 844 utropades en diakon vid namn Johannes till ny påve. En annan fraktion valde dock Sergius II, förkastade Johannes och slog snabbt ned all opposition. Johannes spärrades in i ett kloster.